# Sóc bay khổng lồ Nhật Bản
Sóc bay khổng lồ Nhật Bản, tên khoa học Petaurista leucogenys, được gọi là ムササビ (musasabi) trong tiếng Nhật, là một loài động vật có vú trong họ Sóc, bộ Gặm nhấm. Loài này được Temminck mô tả năm 1827. Chúng là loài đặc hữu của các vùng đảo Honshū, Kyūshū và Shikoku của Nhật Bản, đôi khi có thể tìm thấy được ở Quảng Châu (Trung Quốc).

## Hình ảnh

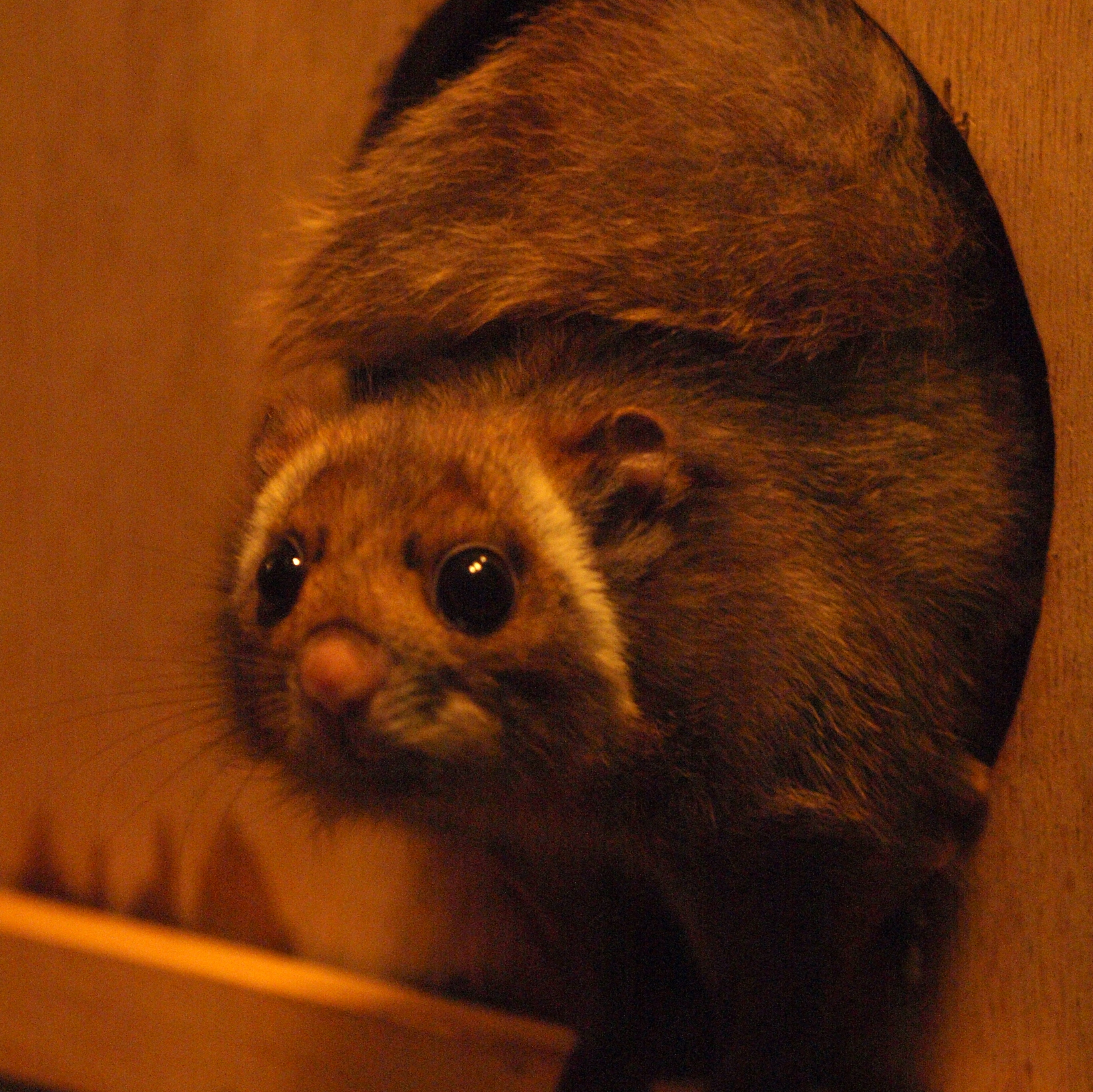